# Panticosa
Panticosa ist ein Ort und eine aus dem Hauptort und mehreren Dörfern bestehende nordspanische Gemeinde (municipio) mit 909 Einwohnern (Stand: 2024) südlich des Pyrenäenhauptkamms im Norden der Provinz Huesca in der Autonomen Region Aragonien.

## Lage und Klima
Der Ort Panticosa liegt im Valle de Tena knapp 82 Kilometer (Fahrtstrecke) nördlich der Provinzhauptstadt Huesca in einer Höhe von etwa 1200 m. An der Grenze zu Frankreich, etwa 10 Kilometer nordöstlich, erheben sich zahlreiche Berge mit Höhenspitzen von um die 2800 Metern. Das Klima ist gemäßigt und relativ feucht; Regen (ca. 1525 mm/Jahr) fällt übers Jahr verteilt.
Das Skigebiet Formigal-Panticosa ist sehr beliebt.

## Bevölkerungsentwicklung
| 1842 | 1877 | 1887 | 1897 | 1900 | 1910 | 1920 | 1930 | 1940 | 1950 | 1960 | 1970 | 1981 | 1991 | 2001 | 2007 | 2011 | 2020 |
| ---- | ---- | ---- | ---- | ---- | ---- | ---- | ---- | ---- | ---- | ---- | ---- | ---- | ---- | ---- | ---- | ---- | ---- |
| 439  | 609  | 627  | 691  | 711  | 669  | 747  | 789  | 711  | 618  | 566  | 456  | 509  | 589  | 705  | 776  | 820  | 800  |

## Wirtschaft
Am Ende des 19. und zu Beginn des 20. Jahrhunderts war Panticosa ein europaweit bekanntes Spa und wird heute noch mit seinen Bädern geschätzt. Der Tourismus im Skigebiet hat allerdings erheblich an Bedeutung gewonnen.

## Geschichte
Die Kuranlagen sind auf Resten einer römischen Therme errichtet worden, sodass eine frühe Besiedlung möglich erscheint. Die heutige Siedlung ist jedoch ursprünglich im 13. Jahrhundert entstanden.

## Sehenswürdigkeiten
- Die Kirche Mariä Himmelfahrt (Nuestra Señora de la Assunción), ursprünglich aus dem 13. Jahrhundert, im 16. Jahrhundert wieder aufgebaut
- Brücke von Caldarès von 1556
- historische Kuranlagen

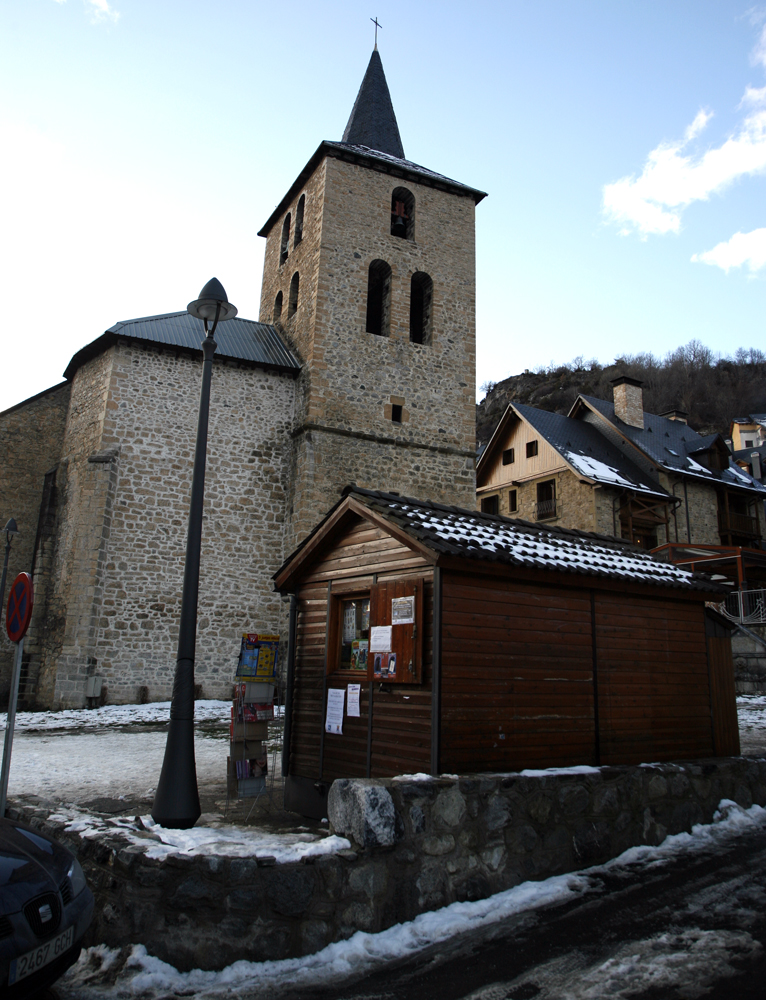
Kirche Mariä Himmelfahrt
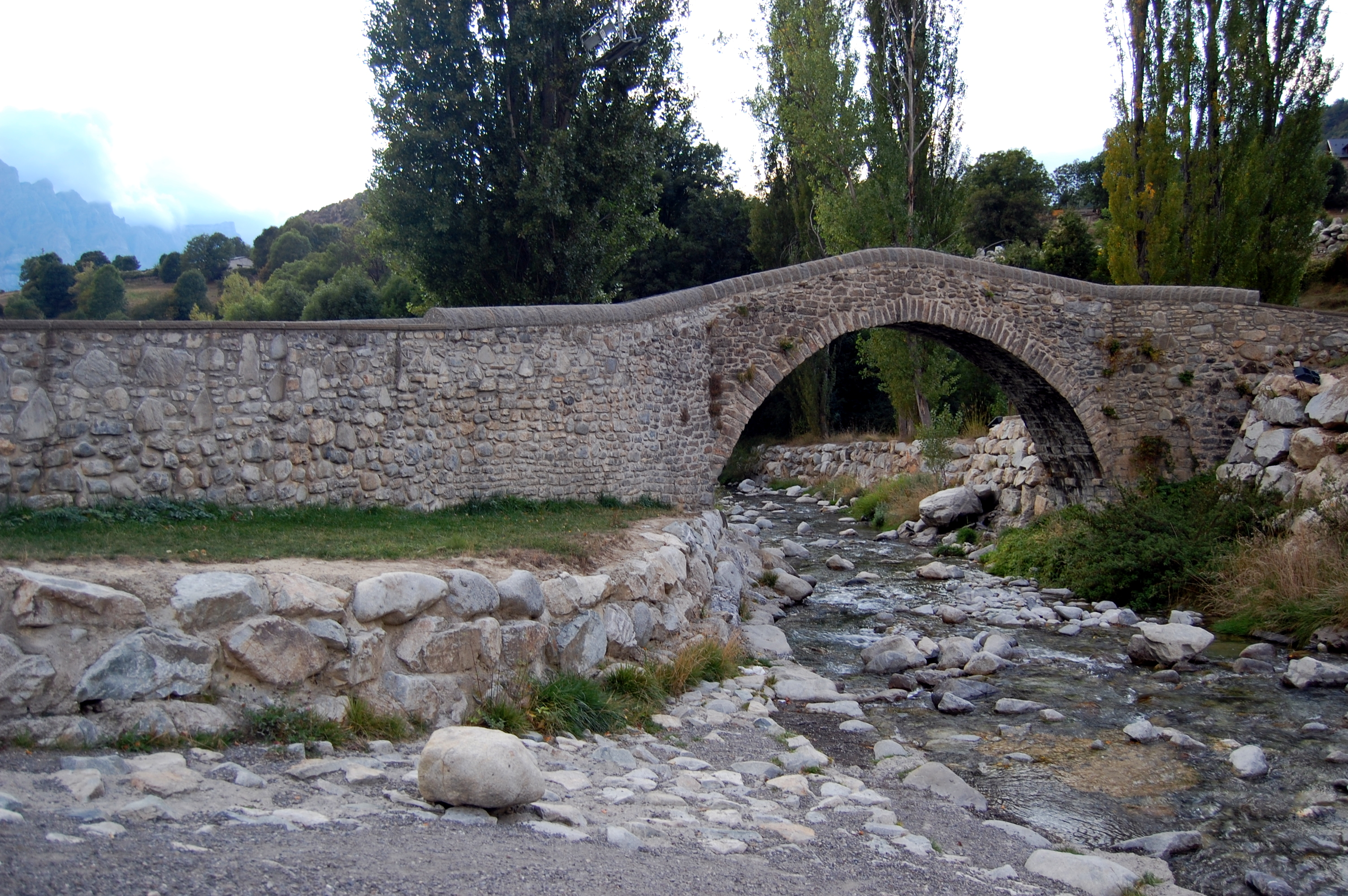
Brücke über den Caldarés
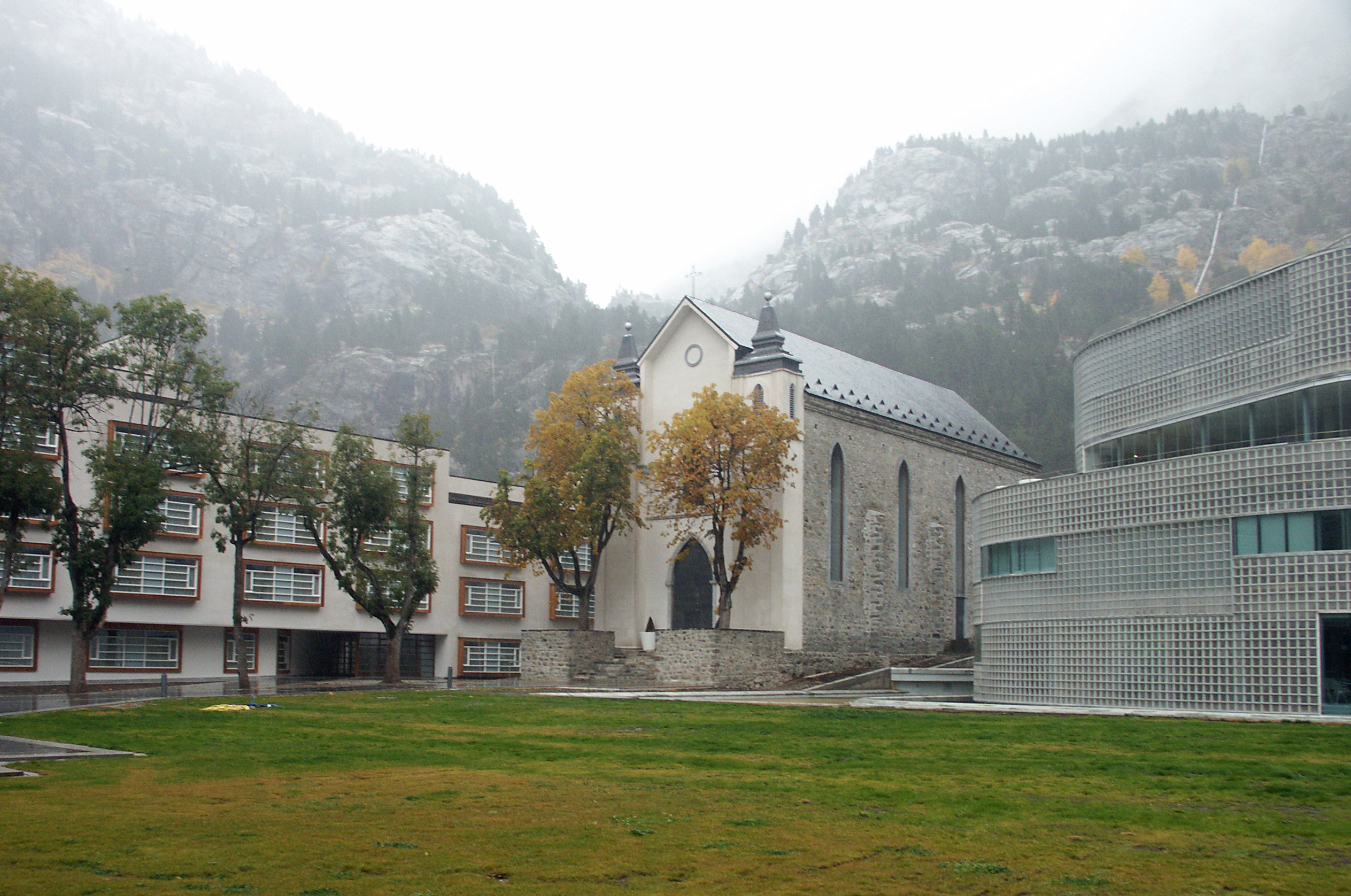
Historische Kuranlagen

## Gemeindepartnerschaften
Mit den französischen Gemeinden
- Cauterets im Département Hautes-Pyrénées und
- Angoulins im Département Charente-Maritime

bestehen Partnerschaften.

## Persönlichkeiten
- Emiliano Morlans (* 1952), Skilangläufer